# Seznam zápasů slovenské a slovinské hokejové reprezentace
Toto je seznam zápasů slovenské a slovinské hokejové reprezentace na MS a Zimních olympijských hrách.

## Mistrovství světa v ledním hokeji
| Datum     | Číslo | Slovensko | Výsledek | Zápas    | MS   | Místo      | Branky Slovenska                                                                          |
| --------- | ----- | --------- | -------- | -------- | ---- | ---------- | ----------------------------------------------------------------------------------------- |
| 9.5.2008  | 1     | Slovensko | 5:1      | play out | 2008 | Halifax    | Róbert Petrovický • Marcel Hossa • Andrej Podkonický • Andrej Kollár • Ivan Čiernik       |
| 11.5.2008 | 2     | Slovensko | 4:3 SN   | play out | 2008 | Halifax    | Juraj Kolník • Róbert Petrovický • Ľubomír Višňovský • Ľubomír Višňovský (rozhodující SN) |
| 29.4.2011 | 3     | Slovensko | 3:1      | ZS       | 2011 | Bratislava | Miroslav Šatan • Marcel Hossa • Ľuboš Bartečko                                            |
| 5.5.2015  | 4     | Slovensko | 3:1      | ZS       | 2015 | Ostrava    | 2x Marián Gáborík • Andrej Meszároš                                                       |

## Zimní olympijské hry
| Datum     | Číslo | Slovensko | Výsledek | Zápas | ZOH  | Místo         | Branky Slovenska             |
| --------- | ----- | --------- | -------- | ----- | ---- | ------------- | ---------------------------- |
| 15.2.2014 | 1     | Slovensko | 1:3      | ZS    | 2014 | Soči          | Tomáš Jurčo                  |
| 17.2.2018 | 2     | Slovensko | 2:3 SN   | ZS    | 2018 | Pchjongčchang | Miloš Bubela • Marcel Haščák |